# ميخائيل روسو
ميخائيل روسو (بالإنجليزية: Michael Russo)‏ هو لاعب دوري الرغبي أسترالي، ولد في 17 أكتوبر 1983.